# Ordre de la Visitation
Pour les articles homonymes, voir Visitation.
L'ordre de la Visitation de Sainte-Marie (en latin : Ordo Visitationis Beatissimae Mariae Virginis) ou les Visitandines est un ordre monastique féminin de droit pontifical.

## Histoire

### Fondation

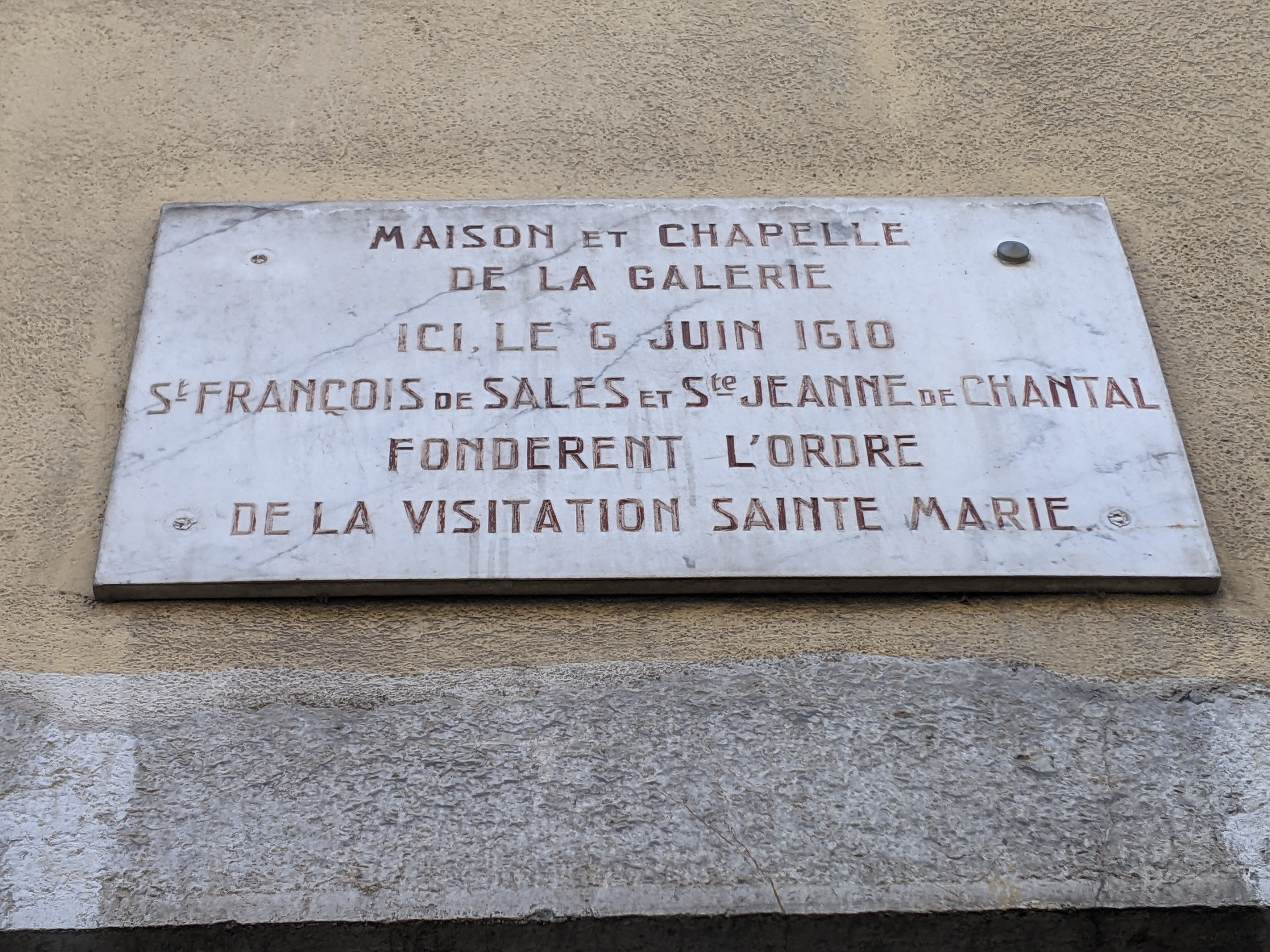
Plaque relatant la fondation de l'ordre en 1610 à Annecy.

En 1604, Jeanne-Françoise Frémyot, baronne de Chantal, jeune veuve de 28 ans et mère de quatre enfants, rencontre à Dijon l'évêque de Genève, François de Sales. Entre eux, va s'établir une grande amitié spirituelle, qui va la pousser à venir s'installer près de lui à Annecy et à fonder l'ordre de la Visitation Sainte-Marie.
Jeanne de Chantal, sous la direction spirituelle de François de Sales, accepte de diriger un groupe. Il voulait que celui-ci soit ouvert à toutes les femmes même à celles qui étaient refusées dans les autres ordres monastique : les femmes âgées, veuves ou handicapées. François de Sales propose à ses « filles » une vie d’humilité et d’effacement. Il veut doter l’Église de filles d’oraisons, sans pompe. Il choisit le nom de Visitation pour deux raisons. L’humilité de Marie qui, lors de l'épisode évangélique de la Visitation, où la Vierge Marie, enceinte du Christ s'en va aider sa cousine Élisabeth âgée et enceinte de Jean-Baptiste. La seconde est que la fête de la Visitation (le 2 juillet à l’époque) « était peu solennisée. ».
Le premier groupe est formé le 6 juin 1610, comprenant Jeanne de Chantal, Jacqueline Favre, Jeanne-Charlotte de Bréchard et Anne-Jacqueline Coste s'installent à Annecy, dans les États du duc de Savoie, dans une petite maison des faubourgs, la « maison de la Galerie », qui se trouvait le long du chemin conduisant chez les frères capucins, et mise à leur disposition par le duc Charles-Emmanuel Ier de Savoie,. Les hasards des contretemps voulurent que la fondation prévue pour la Pentecôte ne se réalise que pour le dimanche de la Trinité qui tomba cette année le jour de la Saint-Claude. Dès octobre, la communion quotidienne est instaurée dans la petite communauté.
Après une année de noviciat sous la conduite de François de Sales, les quatre femmes de cette petite communauté font profession de foi le 6 juin 1611.

### Développement

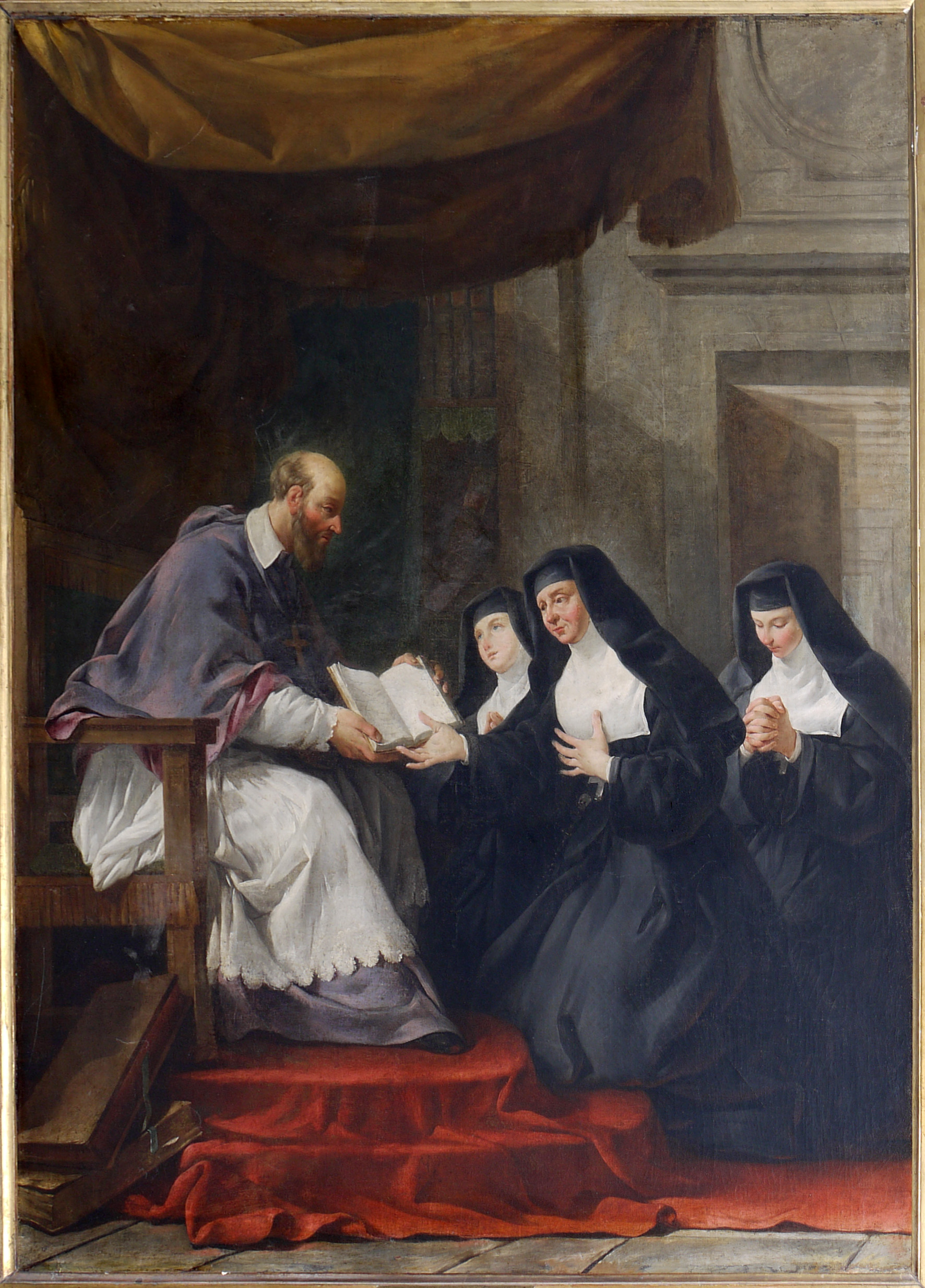
Saint François de Sales donnant la Règle de l'ordre de la Visitation de Sainte-Marie à sainte Jeanne de Chantal.

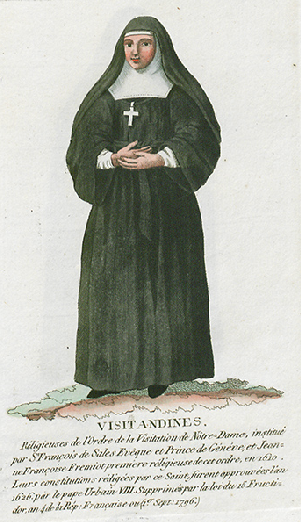
Visitandine.

La Communauté quitte le 30 octobre 1611 la « maison de la Galerie » devenue trop petite pour accueillir plus de quatorze personnes. Jeanne de Chantal décide d'acquérir la maison Nycollin, proche et située entre le couvent et le Thiou. Cependant très vite l'affluence des vocations conduit Jeanne de Chantal à chercher à ouvrir un deuxième couvent ; elle tente en vain de racheter la « maison de la Galerie ». Cependant, les sœurs réussiront à la racheter en 1657.
Marguerite de Savoie, duchesse de Mantoue, fille du duc Charles-Emmanuel Ier de Savoie et de Catherine-Michelle d'Espagne pose le 18 septembre 1613 la première pierre du monastère à Annecy qui sera terminé en 1614.

### Des oblates qui peuvent visiter les malades
Certains biographes ont affirmé que les religieuses seraient « visitandines » car elles auraient comme tâche principale de visiter malades et pauvres et de les réconforter. Ils font de François de Sales le précurseur de Vincent de Paul qui créera les Filles de la Charité. C'est une erreur historique. Leur tâche principale était et reste la prière, la vie d'oraison.
Cependant il est vrai qu'à compter du 1er janvier 1612, certaines sœurs visitent les malades de la ville d'Annecy. Une fois par mois, deux sœurs pouvaient sortir à tour de rôle de la maison pour aller visiter des malades et ainsi garder le lien avec le monde. Cette situation était possible, car la Visitation était alors une congrégation d'oblates.
Voici comment François de Sales lui-même décrivait ces premières visitandines 1616 :

« Nous avons en cette ville d'Annecy une très dévote et vraiment très sainte Congrégation de femmes, veuves et vierges, qui pour la plupart sont de très noble extraction [...]. Elles vivent toutes ensemble et en communauté, sous l'obéissance d'une Supérieure élue par elles tous les trois ans ; observent strictement cette obéissance, s'adonnent chaque jour à l'oraison mentale, font visiter et secourir avec une charité incroyable, par quelques-unes d'entre elles, les pauvres femmes malades de la ville. [...] Entre autres choses, la Congrégation pratique cette charité, de recevoir les femmes qui, pour la faiblesse de leur complexion ou pour des infirmités corporelles, ne peuvent entrer dans les autres Ordres, pourvu qu'elles aient l'esprit bon et le cœur sincère [...]
J'ajoute encore un point très important : cette Congrégation, n'ayant pas les vœux solennels d'obéissance, chasteté et pauvreté, bien que ces trois vertus s'y observent strictement, n'est pas un Ordre religieux formel, mais une Congrégation d'Oblates. Sa Sainteté aimerait peut-être qu'on en fait un Ordre religieux, avec l'obligation de la clôture selon les prescriptions du Concile de Trente ; cela me serait très facile, pourvu qu'Elle voulut bien agréer que les choses fussent déterminées suivant le Mémoire. »

— François de Sales, Lettre MCXCVI, avril 1616
Quand, dans l’hiver 1614-1615, un projet de fondation est envisagé à Lyon, cardinal de Marquemont, archevêque de Lyon, veut que cette maison respecte les directives du Concile de Trente.
Comme le montre la lettre de François de Sales ci-dessus, il est prêt à cette modification, afin d'obtenir que la Visitation puisse devenir un ordre reconnu par Rome. Aussi, l'orientation apostolique de visite aux malades est abandonnée.
Il est important de souligner que l'on ne trouve nulle trace dans les œuvres complètes du saint, de la citation qui lui est attribuée par erreur et reproduite sur de nombreux sites

« Une simple congrégation de femmes sans vœux perpétuels, non cloîtrées, actives, ouvertes à toutes les personnes, infirmes, voire malades ; afin de s’occuper à l’extérieur des pauvres, des malades et des indigents. La rigueur de cet institut impliquerait une vie spirituelle développée, avec pour corollaires l’obéissance, la complaisance mutuelle, la douceur, le respect des règles fondées sur l’humilité, la chasteté, la pauvreté. »

### Ordre cloîtré
De 1615 à 1616, il rédige donc les Constitutions de l’ordre et fait de la Visitation un ordre cloîtré. Ces constitutions seront approuvées par une bulle papale d’Urbain VII du 27 juin 1625.
La fondation du second monastère de l’ordre à Lyon intervient en 1615, dans un premier temps rue du Griffon, aux Terreaux, près la chapelle Saint-Claude, puis, deux ans plus tard à Bellecour. François de Sales meurt le 28 décembre 1622 lors d'une visite au couvent de la Visitation de Bellecour.
Jeanne de Chantal est appelée supérieure et fondatrice partout en France, elle est élue supérieure douze fois dans neuf communautés. Elle visite et entretient des relations épistolaires avec le plus grand nombre de monastères.
La première édition des règles et Constitutions est publiée le 9 octobre 1618. Le 16 octobre, Paul V accorde le statut d’ordre religieux sous la règle de saint Augustin à la Visitation.
Entre-temps, une maison est fondée à Moulins en aout 1616. Suivra la fondation à Grenoble en août 1618 du Couvent Sainte-Marie d'en-haut.
Lorsque saint François de Sales meurt, l'ordre regroupe alors treize monastères (Annecy, Lyon, Moulins, Grenoble, Bourges, Paris, Montferrand, Nevers, Orléans, Valence, Dijon, Belley et Saint-Étienne).
Les premières Mères commencent en 1624 la rédaction du coutumier qui sera imprimé à la fin de l’année.
De 1626 à 1627, elles mettent en forme et rédigent des réponses qui seront imprimées en 1628, avec ordre formel qu’elles ne sortent jamais des monastères.
La question d’une supérieure générale est soumise le 16 juillet 1635 aux évêques de France. Réunis au Parloir du Premier [ ? ] de Paris, ils se rangent derrière la volonté de saint François de Sales pour l’autonomie des monastères.
En 1636, à Annecy, un deuxième monastère, Saint-Joseph, est fondé place aux Bois. D'autres biens sont achetés dans les alentours de la maison Nycollin, avec comme ambition de constituer un véritable grand monastère.
À la mort de sainte Jeanne de Chantal le 13 décembre 1641, l'ordre compte déjà 87 monastères. Le fameux couvent des Visitandines de Chaillot est consacré en 1651 ; il accueillera Mademoiselle de La Fayette, amie de Louis XIII, qui en deviendra supérieure, et c'est ici que fut élevée Henriette de France, future duchesse d'Orléans.
En 1657, les sœurs réussissent à racheter la « maison de la Galerie » qui deviendra un lieu de retraite, avant d'accueillir un pensionnat de jeunes filles jusqu'à la Révolution française.

### DuXVIIIeauXXIesiècle

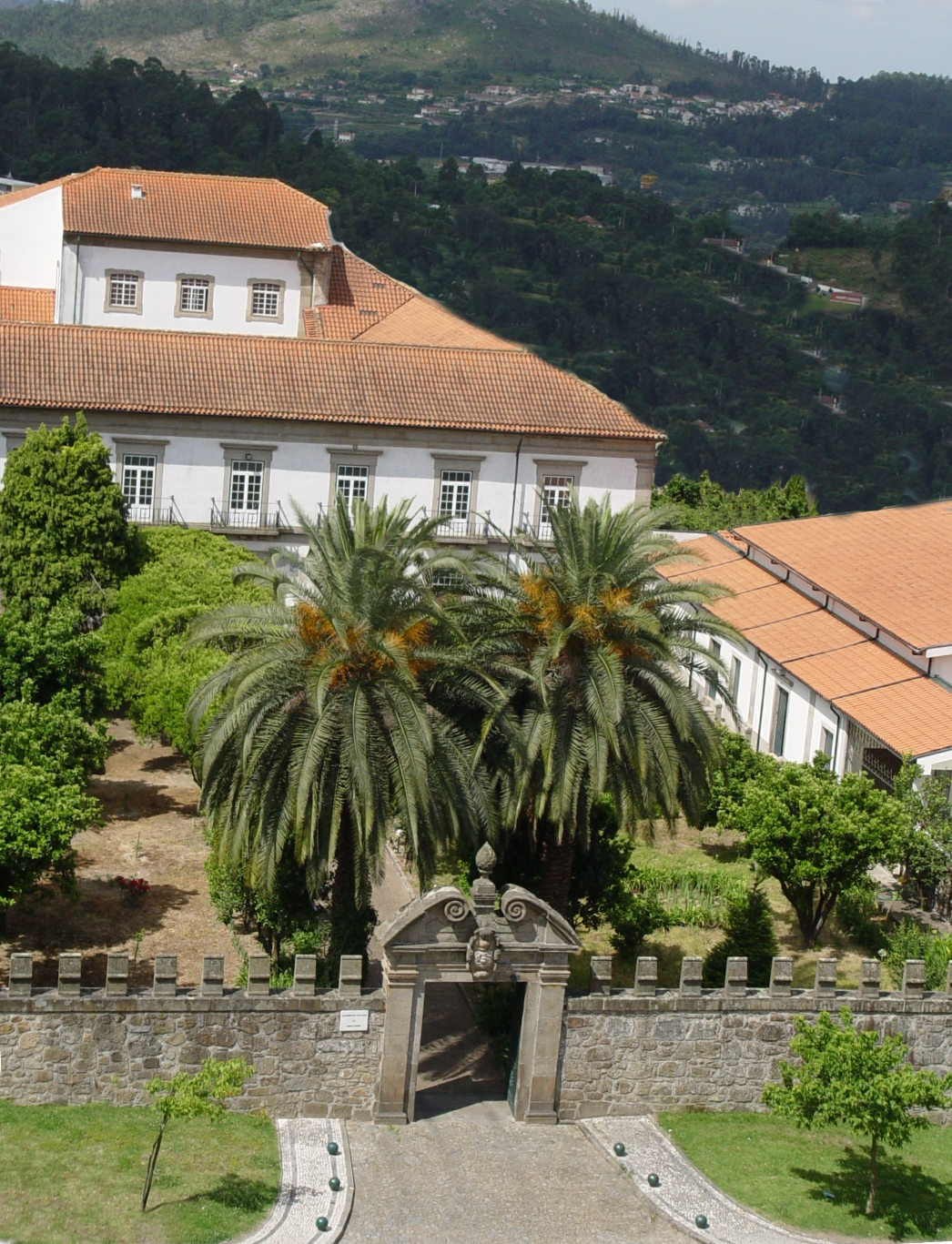
Le monastère des Sœurs de la Visitation à Braga au Portugal.

L'ordre de la Visitation est fondé en 1784 au Portugal et y maintient aujourd'hui trois monastères : à Braga, à Vila das Aves et à Batalha. Les Sœurs de la Visitation au Portugal travaillent dans la production et la distribution des emblèmes du Sacré-Cœur de Jésus (comme scapulaires de dévotion), le même que sainte Marguerite-Marie Alacoque a fait dans le passé.
En août 1792, l’ordre de la Visitation, comme tous les ordres religieux, est interdit en France. Les 129 communautés françaises sont dispersées en 1793. Les sœurs tentent alors de s'enfuir vers l'Italie en emportant avec elles les reliques de François de Sales et de Jeanne de Chantal, mais sont rattrapées à une quinzaine de kilomètres à Duingt. Elles sont autorisées à continuer leur voyage, mais les reliques sont confisquées et rapportées à Annecy.
L’ordre est rétabli en France en 1805 par Napoléon à la demande de sa mère Laetitia. Cinquante et un monastères sont rétablis, et quatorze nouvelles fondations sont enregistrées avant 1850.
Le 22 juin 1822, quatre sœurs sont de retour à Annecy et s'installent à la « maison Recordon », rue Saint-Claire, dans l'ancien hôtel Bagnoréa, en attendant la construction du nouveau monastère, sur un terrain situé entre les actuelles rues Royale, de la Poste, Vaugelas et de la Gare. Après quatre années de travaux, les sœurs peuvent s'installer dans leur nouveau monastère. Mais construit à la hâte et à l'économie, il devra subir de nombreux travaux qui dureront jusqu'en août 1878.
Expropriées au début du XXe siècle par les lois anticatholiques de la Troisième République, les Visitandines vont établir un nouveau monastère en 1911, au pied du Semnoz, juste à côté de la future basilique de la Visitation dont les travaux ont commencé en 1909.
En 2006, l'ordre, qui a connu 356 fondations, compte 155 monastères actifs. On peut estimer à 80 000 le nombre des visitandines au cours des siècles dont 3 000 vivant en prière en 2006. À Annecy, la communauté regroupe une quinzaine de sœurs cloîtrées qui vivent de la fabrication d'hosties, de la réalisation de broderies et de recettes.

## Spiritualité - Spécificités
L'ordre voulu par François de Sales, apôtre du Sacré-Cœur et de la douceur, accueille toutes les femmes quelle que soit leur condition. Contrairement aux autres ordres en expansion au début du XVIIe siècle, les femmes âgées, les veuves, les malades et les handicapées peuvent être acceptées. La règle n'impose aucune contrainte aux femmes de plus faible complexion.
Autre spécificité voulue par saint François de Sales qui, comprenant l'influence que les évêques pouvaient avoir sur les communautés religieuses, souhaite que chaque monastère soit autonome et libre de ses décisions face à l'évêque du lieu qui assiste par contre aux grandes décisions de la communauté dont l'élection de la supérieure pour trois ans.

## Visitandines célèbres

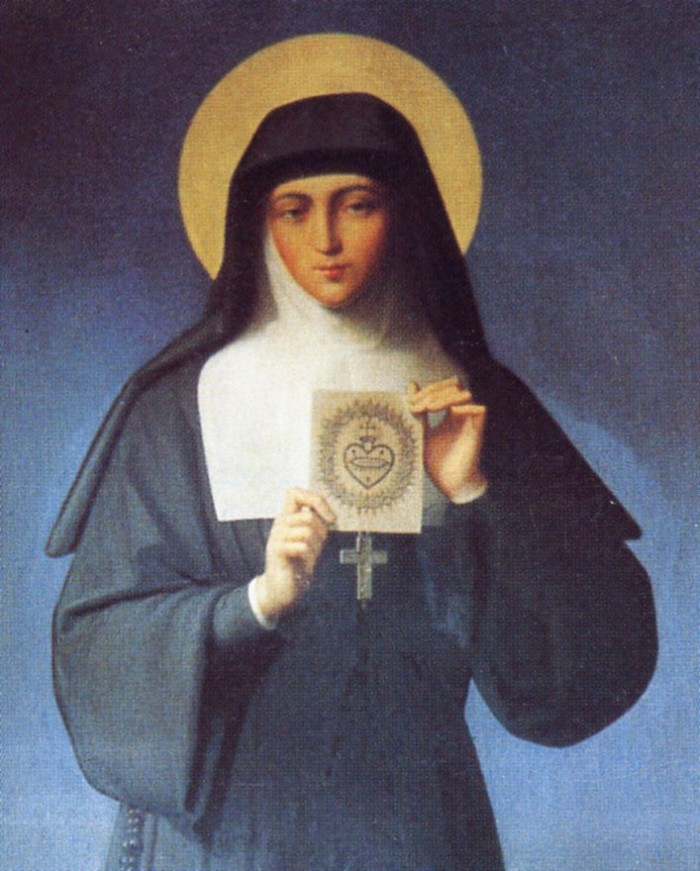
Marguerite-Marie Alacoque.

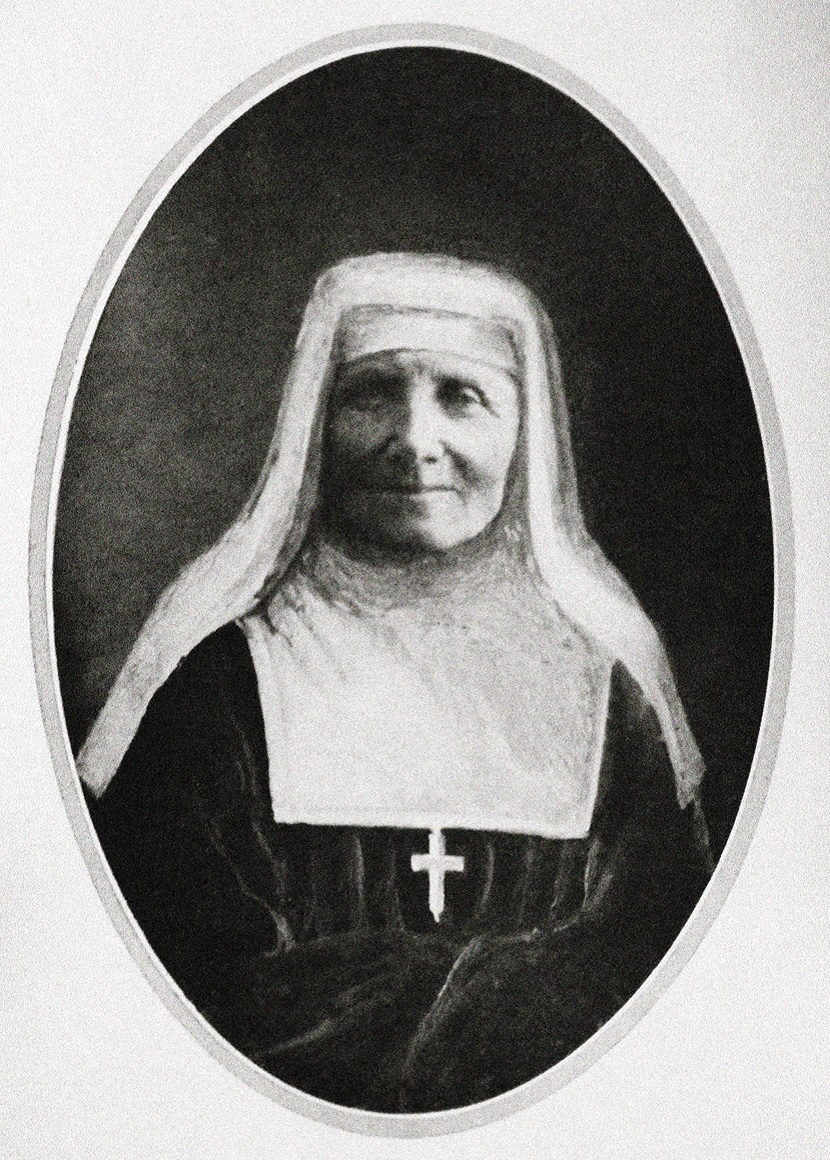
Marie-Marthe Chambon.

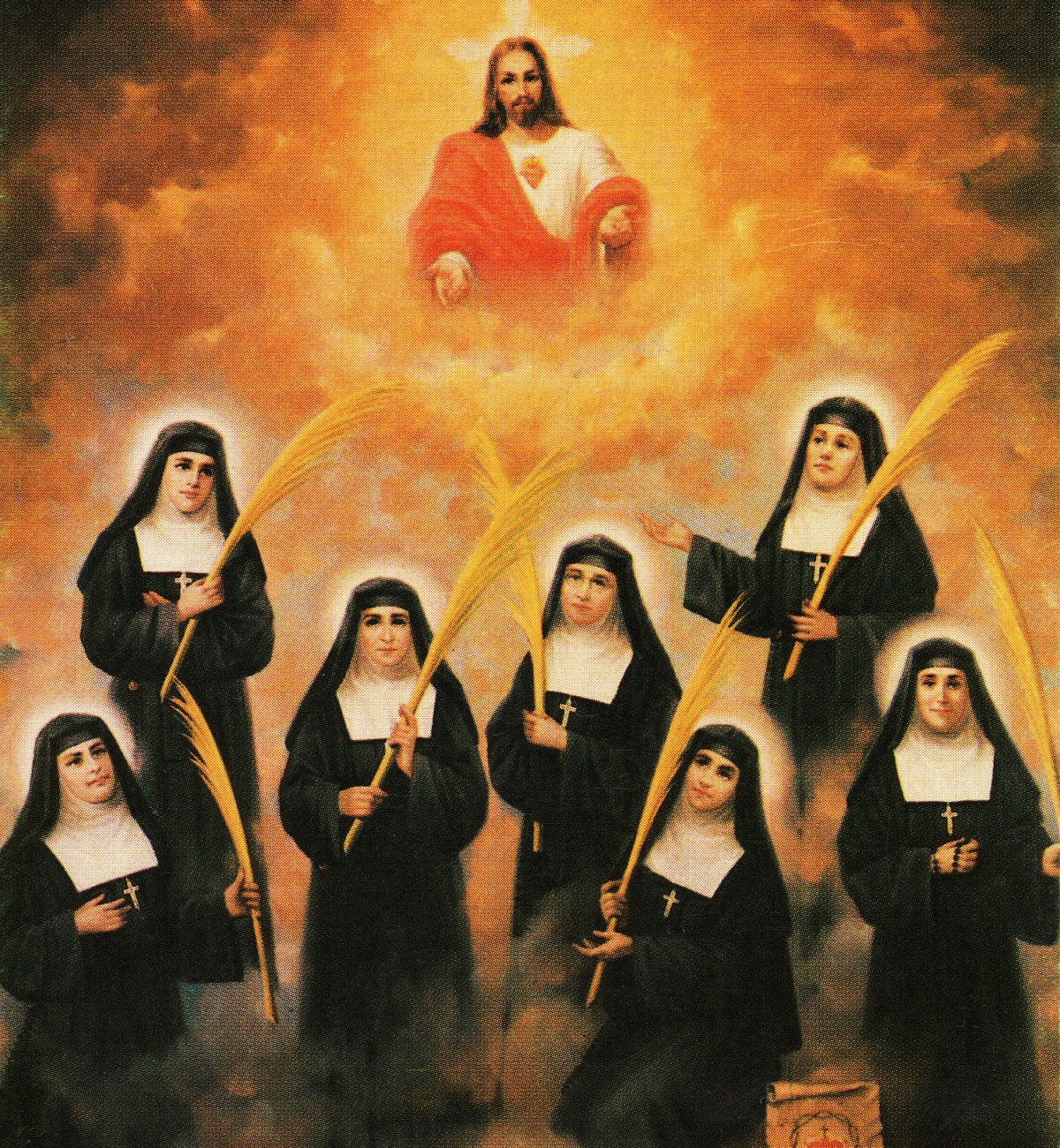
Les moniales visitandines martyres espagnoles.

- Jeanne-Françoise Frémyot, veuve de Christophe de Rabutin, baronne de Chantal (1572-1641), cofondatrice de l'ordre ;
- Mère Jeanne-Charlotte de Bréchard (1580-1637) troisième religieuse de l'ordre, morte en odeur de sainteté. Son corps est retrouvé incorrompu. Cause de béatification introduite au XVIIe siècle, puis relancée en 1912.
- Marie-Aimée de Rabutin-Chantal (1598-1617), veuve de Bernard de Sales, baron de Thorens, fille de la fondatrice et belle-sœur du fondateur ;
- Marie-Félice Orsini, veuve du duc Henri II de Montmorency (1600-1666), visitandine puis supérieure à Moulins à partir de 1655 ;
- Marie Boufard (1611-1698), Visitandine à Nantes, mystique, béatifiée[8].
- Louise de La Fayette, (1618-1665) ;
- Marie-Justine Varlet (1638-1685), sœur du comédien La Grange,

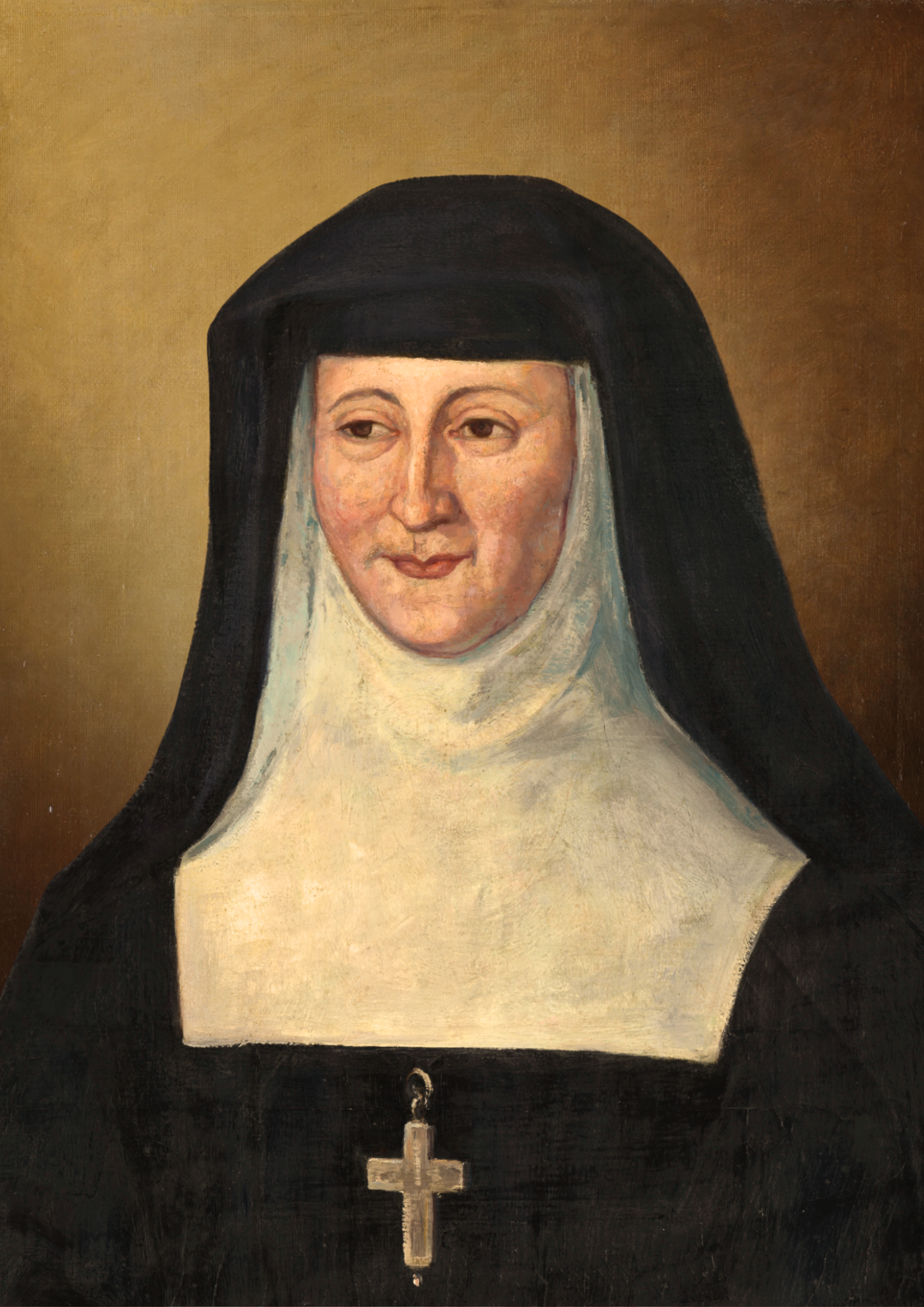
Jeanne-Charlotte de Bréchard

- Jeanne-Charlotte de BréchardSainte Marguerite-Marie Alacoque (1647-1690), visitandine à Paray-le-Monial, fut la propagatrice avec saint Claude de la Colombière du culte au Sacré-Cœur de Jésus ;
- Sœur Anne-Marie Strésor (1651-1713), artiste peintre française et une des toutes premières femmes membres de l'Académie royale de peinture et de sculpture. Entrée au couvent des Visitandines de Chaillot en 1681, elle réalisera les diverses peintures du sanctuaire durant les trente années qui suivirent[9] ;
- Marie-Blanche de Monteil de Grignan,(1670-1735), arrière-petite fille de la fondatrice ;
- Sœur Anne-Madeleine (Anne-Madeleine Rémusat) (1696-1730), Vénérable ;
- Charlotte de Monaco (1719-1790)
- Philippine Duchesne (1769-1852) deviendra missionnaire ;
- Sœur Marie du Sacré-Cœur Bernaud (1825-1903), reconnue servante de Dieu ;
- Marie-Louise Guérin, en religion sœur Marie-Dosithée, sœur de Zélie Guérin et tante de Léonie Martin et de Thérèse de Lisieux (1829-1877)
- Sœur Marie-Marthe Chambon (1841-1907), reconnue servante de Dieu ;
- Sœur Françoise-Thérèse (1863-1941), reconnue servante de Dieu. Léonie Martin, une des cinq filles de Louis et Zélie Martin canonisés en 2015, qui toutes entrèrent en religion et notamment sœur de sainte Thérèse de l'Enfant-Jésus, canonisée en 1925, docteur de l'Église en 1997. Nièce de sœur Marie-Dosithée, religieuse au Mans.

## Monastères en France

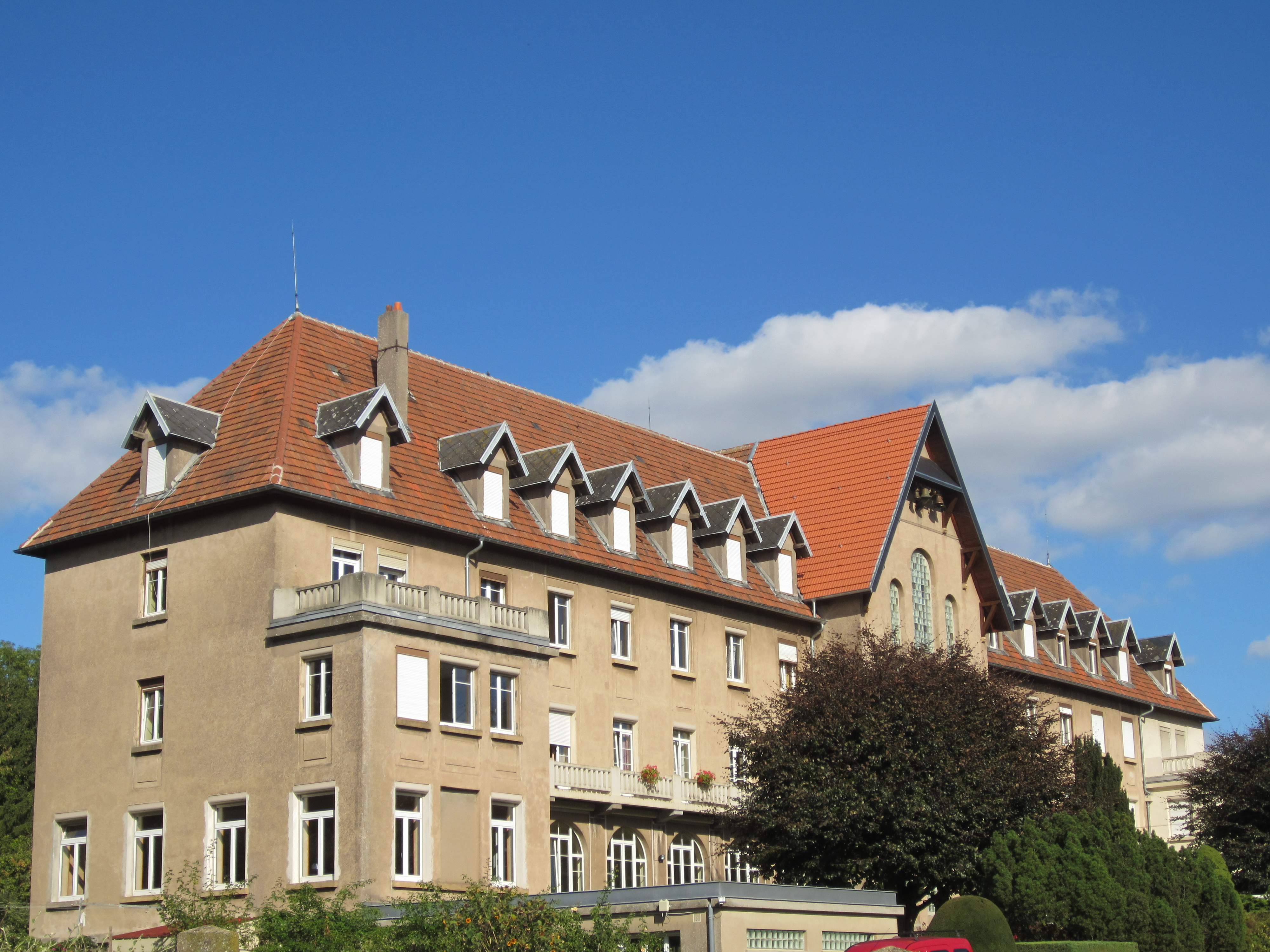
Le monastère des Sœurs de la Visitation à Scy-Chazelles.

- Monastère de la Visitation d'Aix.

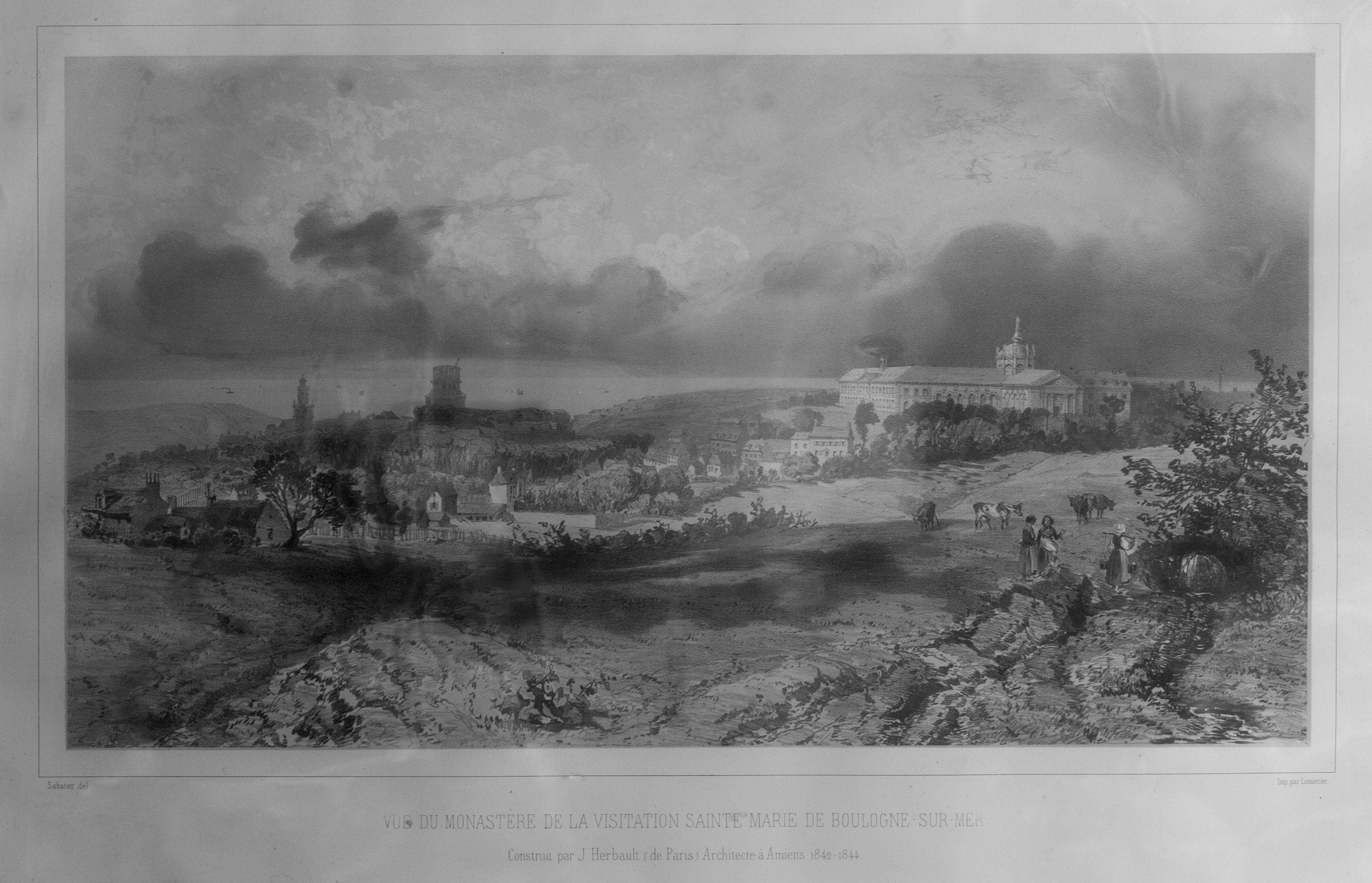
Gravure d'après François-Victor Sabatier, Vue du Monastère de la Visitation Sainte-Marie de Boulogne-sur-Mer.

- Couvent de la Visitation d'Alençon, fondé en 1659, fermé en 1827.
- Monastère de la Visitation d'Amiens, monastère fondé en 1640.
- Monastère de la Visitation d'Angers[note 4], fermé en 1792.
- Monastère de la Visitation d'Annecy : « premier monastère de la Visitation », fondé en 1610, en activité.
- Monastère de la Visitation d'Aurillac.
- Monastère de la Visitation d'Autun, monastère fondé en 1626, fermé à la Révolution.
- Monastère de la Visitation d'Avignon, monastère fondé en 1624.
- Monastère de la Visitation de Boulogne-sur-Mer.
- Monastère de la Visitation de Bourg.
- Monastère de la Visitation de Brioude, fondé en 1658.
- Monastère de la Visitation de Besançon, monastère fondé en 1630.
- Monastère des Visitandines de Caen : fondé à Dol en 1627, transféré à Caen en 1631, en activité.
- Couvent de la Visitation Sainte-Marie de Carpentras.
- Monastère de la Visitation de Chambéry.
- Monastère de la Visitation de Chartres[note 5].
- Monastère de la Visitation de Clermont-Ferrand.
- Monastère de la Visitation de Condrieu, monastère fondé en 1629, fermé à la Révolution.
- Monastère de la Visitation de Dijon, monastère fondé en 1622.
- Monastère de la Visitation de Dole; monastère fermé en 1977.
- Monastère de la Visitation de Draguignan, fondé en 1632, fermé en 1792.
- Monastère de la Visitation de Dreux.
- Monastère de la Visitation de Gex, dans le département de l'Ain.
- Monastère de la Visitation de La Flèche : fondé en 1646, fermé en 1792.
- Couvent des Visitandines de Forcalquier.
- Monastère de la Visitation de Grasse.
- Grenoble :
  - premier Monastère de la Visitation de Grenoble, fondé en 1619, fermé à la Révolution ;
  - deuxième monastère de la Visitation, fondé en 1652, fermé en 1789.
- Monastère de la Visitation d'Issoudun; fondé en 1644, fermé en 1790.
- Monastère de la Visitation de La Côte-Saint-André, dans l'Isère.
- Monastère de la Visitation de Langogne, dans le département de la Lozère.
- Monastère de la Visitation de La Roche-sur-Yon : fondé à Dreux en 1860, transféré en 1997 à La Roche-sur-Yon, en activité.
- Monastère de la Visitation du Mans.
- Monastère de la Visitation du Puy-en-Velay.
- Monastère de la Visitation de Limoges : fondé en 1643.
- Monastère de la Visitation de Lyon.
- Couvent de Sainte-Marie-des-Chaînes à Lyon, fondé en 1640, supprimé à la Révolution.
- Monastère de la Visitation de Lourdes : fondé en 1934, en activité.
- Monastère de la Visitation de Mâcon : fondé au XVIIe siècle (première pierre bénie le 17 septembre 1637), fermé en 1995[10].
- Monastère de la Visitation de Marseille.

- Monastère de la Visitation de Marvejols, dans le département de la Lozère.
- Couvent de la Visitation de Mayenne ; fondé en 1818 par cinq religieuses originaires du couvent d'Alençon, fermé en 1998.
- Monastère de la Visitation de Meaux.
- Monastère de la Visitation de Metz ; fondé en 1633, transféré à Scy-Chazelles, banlieue de Metz, en 1953.
- Couvent de la Visitation de Montbrison fondé en 1643[11].
- Monastère de la Visitation de Montélimar.
- Monastère de la Visitation de Montluel, dans le département de l'Ain; fermé en 1751.
- Couvent de la Visitation de Montpellier, fondé en 1631.
- Monastère de la Visitation de Moulins : La Visitation de Moulins est établie en 1616 par Jeanne-Charlotte de Bréchard et quelques sœurs d'Annecy. C’est dans ce monastère que meurt sainte Jeanne de Chantal, le 13 décembre 1641. Le couvent est fermé à la Révolution et transformé en lycée en 1802. Un second monastère est construit sous le Second Empire ; il est encore en activité.
- Monastère de la Visitation de Mur-de-Barrez, dans le département de l'Aveyron.
- Monastère de la Visitation de Nancy.
- Monastère de la Visitation de Nantes : en activité.
- Monastère de la Visitation à Nevers : fondé en 1616, en activité.
- Monastère de la Visitation de Nice.
- Monastère de la Visitation d'Orléans.
- Monastère de la Visitation d'Ornans : en activité entre 1839 et 1879.
- Monastère de la Visitation de Paray-Le-Monial : fondé au début du XVIIe siècle, en activité.
- Paris : 4 communautés en 1789[12] ;
  - premier monastère fondé rue Saint-Antoine en 1619, par François de Sales et Jeanne de Chantal, fermé lors de la Révolution ; la chapelle est donnée aux protestants réformés par Bonaparte en 1802, elle est devenue le temple protestant du Marais ; puis monastère au 68 avenue Denfert-Rochereau ;
  - couvent de la Visitation Saint-Jacques du Faubourg Saint-Jacques, construit en 1632 et détruit en 1908, rue Saint-Jacques ; puis monastère au 110 rue de Vaugirard, acquis en 1819 et fermé en 2010 ;
  - couvent des Visitandines de Chaillot ; fondé en 1651, fermé en 1790, détruit en 1794 ;
  - couvent de la Visitation de la rue du Bac[13].
- Monastère de la Visitation de Paris fondé en 1841 au 68 avenue Denfert-Rochereau.
- Monastère de la Visitation de Périgueux[14], fondé en 1641, fermé en 1983.
- Monastère de la Visitation de Poitiers.
- Monastère de la Visitation de Pont-Saint-Esprit.
- Monastère de la Visitation de Rennes ; fondé en 1632, fermé à la Révolution, rétabli en 1815, communauté fermée en 1874[note 6].
- Monastère de la Visitation de Riom, fondé en 1623, fermé à la Révolution, rétabli en 1817, et fermé en 1972[15].
- Couvent de la Visitation de Romans-sur-Isère.
- Couvent de la Visitation de Roubaix, fondé en 1877, fermé en 1975.
- Rouen :
  - premier monastère de la Visitation, fondé en 1631, fermé au début du XIXe siècle ;
  - deuxième monastère de la Visitation, fondé en 1642, fermé en 1970.
- Monastère de la Visitation de Rumilly, dans le département de la Haute-Savoie, fondé en 1625, fermé en 1793.
- Monastère de la Visitation de Saint-Céré, dans le département du Lot.
- Monastère de la Visitation de Saint-Étienne, fondé en 1622. Depuis 1858, église paroissiale néo-byzantine, en activité.
- Monastère de la Visitation de Saint-Flour, dans le Cantal, fondé en 1628, en activité.
- Monastère de la Visitation de Scy-Chazelles : fondée initialement à Metz en 1633, la communauté des visitandines se transfère à Scy-Chazelles en 1953, en activité.
- Saint-Marcellin, en Isère :
  - premier Monastère de la Visitation, fondé en 1645 par cinq visitandines originaires du monastère de Romans, fermé à la Révolution ;
  - deuxième Monastère de la Visitation, fondé en 1817 et fermé en 1904.
- Monastère de la Visitation de Seine-Saint-Denis, fondé en 1639, fermé et détruit à la Révolution.
- Couvent de la visitation de Semur-en-Auxois, fondé en 1633, divisé en trois parties à la révolution française en 1789, dont en deux habitations et un en foyer religieux.
- Monastère de la Visitation de Tarascon : fondé en 1641, en activité.
- Monastère de la Visitation de Thonon-les-Bains: monastère fondé en 1627, supprimé lors de la Révolution, rétabli au même endroit en 1835, en activité.
- Monastère de la Visitation de Toulouse.
- Monastère de la Visitation de Tours[note 7], fondé en 1620, fermé en 1792.
- Monastère de la Visitation de Troyes : fondé en 1631, en activité.
- Monastère de la Visitation de Valence.
- Monastère de la Visitation de Vaugneray : actif entre 1968 et 2006.
- Monastère de la Visitation de Vif, dans le département de l'Isère, actif entre 1926 et 2006 (aujourd'hui détruit).
- Monastère des Visitandines de Villefranche-sur-Saône, (actuellement la Bourse du Travail) XVIIe siècle, dans le département du Rhône.
- Monastère de la Visitation de Voiron : fondé en 1834, en activité.

## Monastères à l'étranger
- en Allemagne

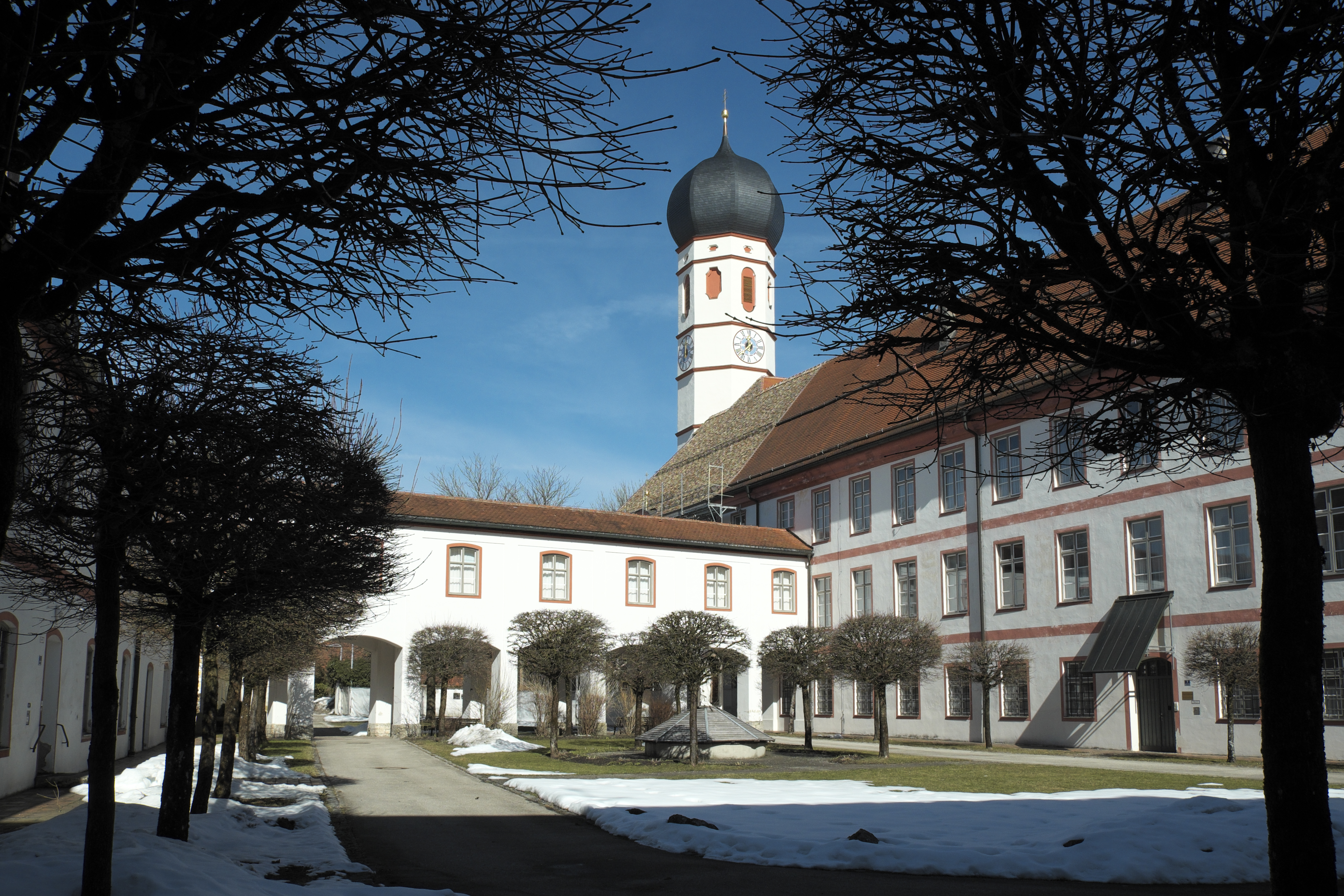
L'ancien monastère des Sœurs de la Visitation à Eurasburg.

  - Couvent Saint-Augustin d'Amberg : fondé en 1692, sécularisé en 1804.

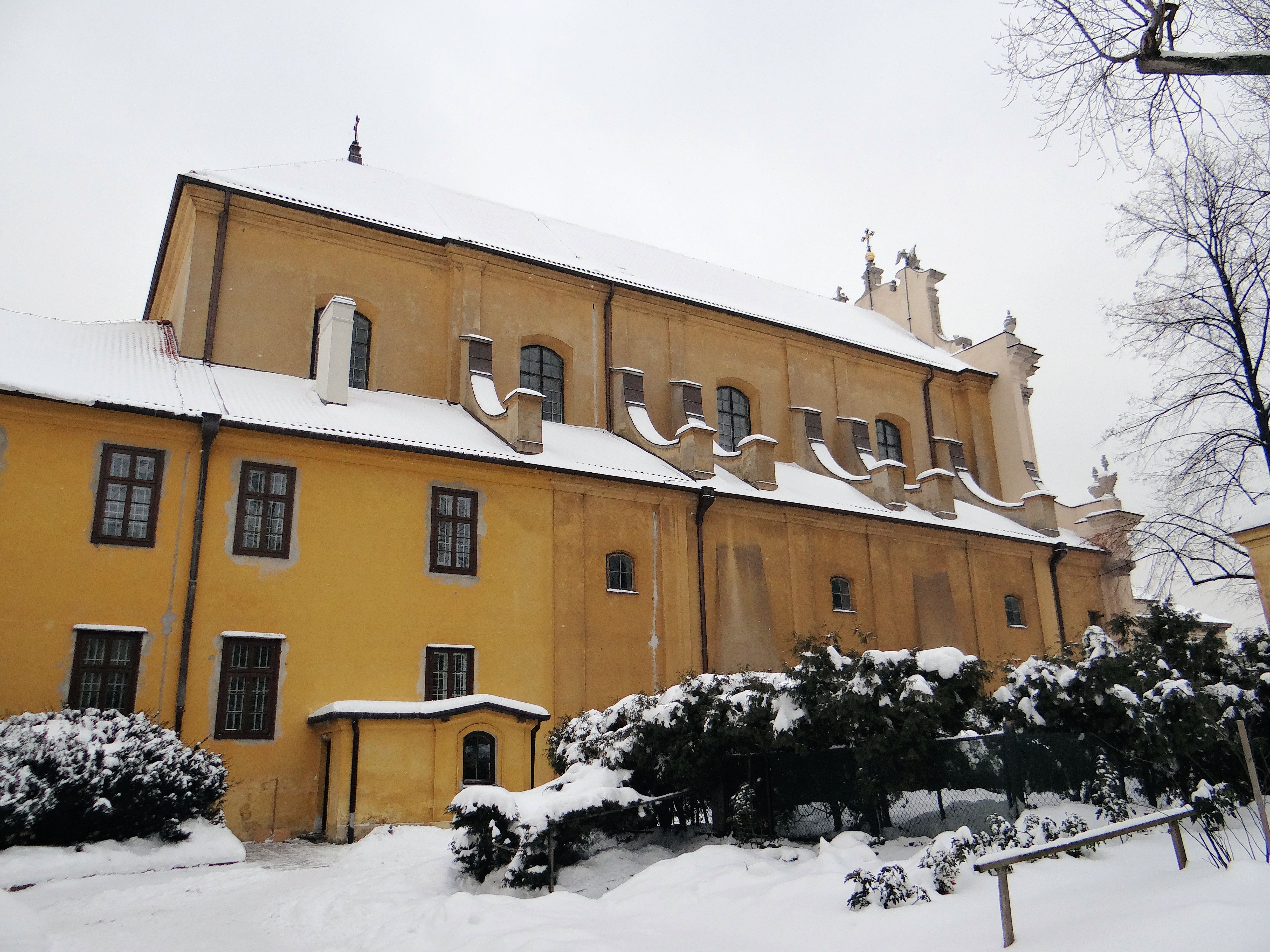
Monastère de la Visitation de Varsovie.

  - Monastère de la Visitation de Beuerberg (Eurasburg) : fondé en 1835, fermé en 2014.
  - Monastère de la Visitation de Coblence : fondé en 1863, fermé en 1986.
  - Monastère de la Visitation de Dietramszell : fondé en 1831, en activité.
  - Monastère de la Visitation d'Oberroning (de) : fondé en 1838, fermé en 2015.
  - Monastère de la Visitation de Pielenhofen : fondé en 1838, fermé en 2010.
  - Couvent des Visitandines de Sulzbach : fondé en 1753, sécularisé en 1809.
  - Monastère de la Visitation d'Uedem.
  - Monastère de la Visitation d'Untermarchtal : fondé en 1919, en activité.
  - Monastère de la Visitation de Zangberg : fondé en 1862, en activité.
- en Argentine
  - Monastère de la Visitation de Pilar : fondé en 1876, en activité.
  - Monastère de la Visitation de Río Cuarto : fondé en 1992, en activité.
- en Autriche
  - Monastère de la Visitation de Vienne : fondé en 1717, en activité.
  - Monastère de la Visitation de Thurnfeld.
  - Monastère de la Visitation de Gleink, fondé en 1832, transféré de 1940 à 1945 à Beverberg, puis revenu à Gleink (commune intégrée à celle de Steyr). Monastère fermé en 1977.
- en Croatie
  - Monastère de la Visitation de Zagreb.
- au Chili
  - Premier monastère de la Visitation de Santiago du Chili : fondé en 1877, en activité.
  - Deuxième monastère de la Visitation de Santiago du Chili : fondé en 1921, en activité.
- en Colombie
  - Monastère de la Visitation de Santa Fe : fondé en 1892, en activité.
  - Monastère de la Visitation de Bosa : fondé en 1918, en activité.
  - Monastère de la Visitation de Manizales : fondé en 1924, en activité.
  - Monastère de la Visitation de Medellín : fondé en 1957, en activité.
  - Monastère de la Visitation de Apartadó : fondé en 1993, en activité.
  - Monastère de la Visitation de Bucaramanga : fondé en 1981, en activité.
  - Monastère de la Visitation de Málaga : fondé en 1988, en activité.
  - Monastère de la Visitation de San Juan de Pasto : fondé en 1922, en activité.
  - Monastère de la Visitation de Marinilla : fondé en 1907, en activité.
  - Monastère de la Visitation de Pensilvania : fondé en 1991, en activité.
  - Monastère de la Visitation de Soatá.
- en Corée du Sud
  - Monastère de la Visitation de Yeoncheon : fondé en 2015, en activité.
- en République Dominicaine
  - Monastère de la Visitation de Puerto Plata : fondé en 1979, en activité.
  - Monastère de la Visitation de La Enea : fondé en 1986, en activité.
- en Équateur
  - Monastère de la Visitation de Quito : fondé en 1949, en activité.
  - Monastère de la Visitation de El Chaco : fondé en 1990, en activité.
  - Monastère de la Visitation de Latacunga : fondé en 1994, en activité.
- en Espagne
  - Premier monastère de la Visitation de Madrid : fondé en 1749, en activité.
  - Deuxième monastère de la Visitation de Madrid : fondé en 1798, en activité.
  - Troisième monastère de la Visitation de Madrid : fondé en 1907, fermé en 2018.
  - Monastère de la Visitation de Vitoria-Gasteiz : fondé en 1879, en activité.
  - Monastère de la Visitation de Burgos : fondé en 1892, en activité.
  - Monastère de la Visitation de Santander : fondé en 1895, en activité.
  - Monastère de la Visitation de Saint-Sébastien : fondé en 1905, fermé en 2019.
  - Monastère de la Visitation de Salamanque : fondé en 1910, en activité.
  - Monastère de la Visitation de Barcelone : fondé en 1874, en activité.
  - Monastère de la Visitation de Valladolid : fondé en 1860, en activité.
  - Monastère de la Visitation de Godella : fondé en 1879, fermé en 2017.
  - Monastère de la Visitation d'Oviedo : fondé en 1881, en activité.
  - Monastère de la Visitation de Vigo : fondé en 1933, en activité.
  - Monastère de la Visitation de Lugo : fondé en 1900, en activité.
  - Monastère de la Visitation de Palma de Mallorca : fondé en 1921, en activité.
  - Monastère de la Visitation de Cordoue : fondé en 1951, en activité.
  - Monastère de la Visitation de Grenade : fondé en 1902, en activité.
  - Monastère de la Visitation de Séville : fondé en 1894, en activité.
- aux États-unis
  - Monastère de la Visitation de Mobile : fondé en 1833, en activité.
  - Monastère de la Visitation de Philadelphie : fondé en 1870, en activité.
  - Monastère de la Visitation de Rockville : fondé en 1927, en activité.
  - Monastère de la Visitation de Snellville.
  - Monastère de la Visitation de Toledo : fondé en 1915, en activité.
  - Monastère de la Visitation de Tyringham.
  - Monastère de la Georgetown.
  - Monastère de la Mendota Heights.
  - Monastère de la Minneapolis : fondé en 1989, en activité.
  - Monastère de la Brooklyn : fondé en 1855, en activité.
- au Guatemala
  - Monastère de la Visitation de Ville de Guatemala : fondé en 1972, en activité.
- en Hongrie
  - Monastère de la Visitation de Budakeszi: fondé en 1928, en activité
- en Irlande
  - Monastère de la Visitation de Stamullen : fondé en 1955, en activité.
- en Italie
  - Monastère de la Visitation de Via Galla Placidia (Rome) : fondé en 1671, en activité.
  - Monastère de la Visitation de Via La Corsesca (Rome).
  - Monastère de la Visitation de San Vito : fondé en 1708, en activité.
  - Monastère de la Visitation de Pistoia : fondé en 1737, en activité.
  - Monastère de la Visitation de Bologne : fondé en 1819, en activité.
  - Monastère de la Visitation de Soresina : fondé en 1816, en activité.
  - Monastère de la Visitation de Baggiovara : fondé en 1963, en activité.
  - Monastère de la Visitation de Brescia : fondé en 1818, en activité.
  - Monastère de la Visitation de Trévise : fondé en 1913, en activité.
  - Monastère de la Visitation de Côme : fondé en 1819, en activité.
  - Monastère de la Visitation de Acireale : fondé en 1926, en activité.
  - Monastère de la Visitation de Rosolini : fondé en 1960, en activité.
  - Monastère de la Visitation de Gênes : fondé en 1871, en activité.
  - Monastère de la Visitation de Corfinio : fondé en 1991, en activité.
  - Monastère de la Visitation de San Giorgio del Sannio : fondé en 1737, en activité.
  - Monastère de la Visitation de San Pancrazio : fondé en 1827, en activité.
  - Monastère de la Visitation de Moncalieri : fondé en 1638, en activité.
  - Monastère de la Visitation de Lucques : fondé en 1820, en activité.
  - Monastère de la Visitation de Taurianova : fondé en 1992, en activité.
  - Monastère de la Visitation de Pignerol : fondé en 1634, en activité.
  - Monastère de la Visitation de Reggio de Calabre : fondé en 1754, en activité.
  - Monastère de la Visitation de Salò : fondé en 1712, en activité.
  - Monastère de la Visitation de Palerme : fondé en 1731, en activité.
- en Lituanie
  - Couvent de la Visitation de Vilnius.
- au Mexique
  - Monastère de la Visitation de Mexico : fondé en 1949, en activité.
  - Monastère de la Visitation de Guadalajara : fondé en 1957, en activité.
  - Monastère de la Visitation de León : fondé en 1950, en activité.
  - Monastère de la Visitation d'Aguascalientes : fondé en 1983, en activité.
  - Monastère de la Visitation de Colima : fondé en 1991, en activité.
  - Monastère de la Visitation de Monterrey : fondé en 1981, en activité.
  - Monastère de la Visitation de Morelia : fondé en 1983, en activité.
  - Monastère de la Visitation de Torreón.
  - Monastère de la Visitation de Tapalpa.
- au Panama
  - Monastère de la Visitation de Las Cumbres : fondé en 1921, en activité.
- au Paraguay
  - Monastère de la Visitation de Ciudad del Este : fondé en 1981, en activité.
- aux Pays-Bas
  - Monastère de la Visitation de Tilburg : fondé en 1885, fermé en 1986.
- au Pérou
  - Monastère de la Visitation de Lima : fondé en 1890, en activité.
- en Pologne

- - Monastère de la Visitation de Cracovie, en activité.
  - Monastère de la Visitation de Jasło, en activité.
  - Monastère de la Visitation de Rybnik, en activité.
  - Monastère de la Visitation de Varsovie, en activité.
- au Portugal
  - Monastère de la Visitation de Batalha : fondé en 1784, en activité.
  - Monastère de la Visitation de Braga : fondé en 1879, en activité.
  - Monastère de la Visitation de Vila das Aves : fondé en 1887, en activité.
- au Royaume-Uni
  - Monastère de la Visitation de Wealden : fondé en 1804, en activité.
- au Salvador
  - Monastère de la Visitation de San Salvador : fondé en 2010, en activité.
- en Suisse
  - Monastère de la Visitation de Fribourg.
- en République tchèque
  - Monastère de la Visitation de Kroměříž.
- en Uruguay
  - Monastère de la Visitation de Progreso : fondé en 1856, en activité.

## Héraldique
Le blason de monastères de l'ordre de la Visitation est « d'or, au cœur de gueules, percé de deux flèches d'or empennées d'argent, passées en sautoir au travers du cœur, chargé d'un nom de Jésus et de Marie d'or (IHS et MA superposés), enfermé d'une couronne d'épines de sinople, les épines ensanglantées de gueules, une croix de sable fichée dans l'oreille du cœur ». François de Sales lui même a dessiné ce blason,.